# Nephrotoma crocata
Nephrotoma crocata är en tvåvingeart som först beskrevs av Carl von Linné 1758.  Nephrotoma crocata ingår i släktet Nephrotoma och familjen storharkrankar. Arten är reproducerande i Sverige.

## Underarter
Arten delas in i följande underarter:
- N. c. crocata
- N. c. luteata

## Bildgalleri

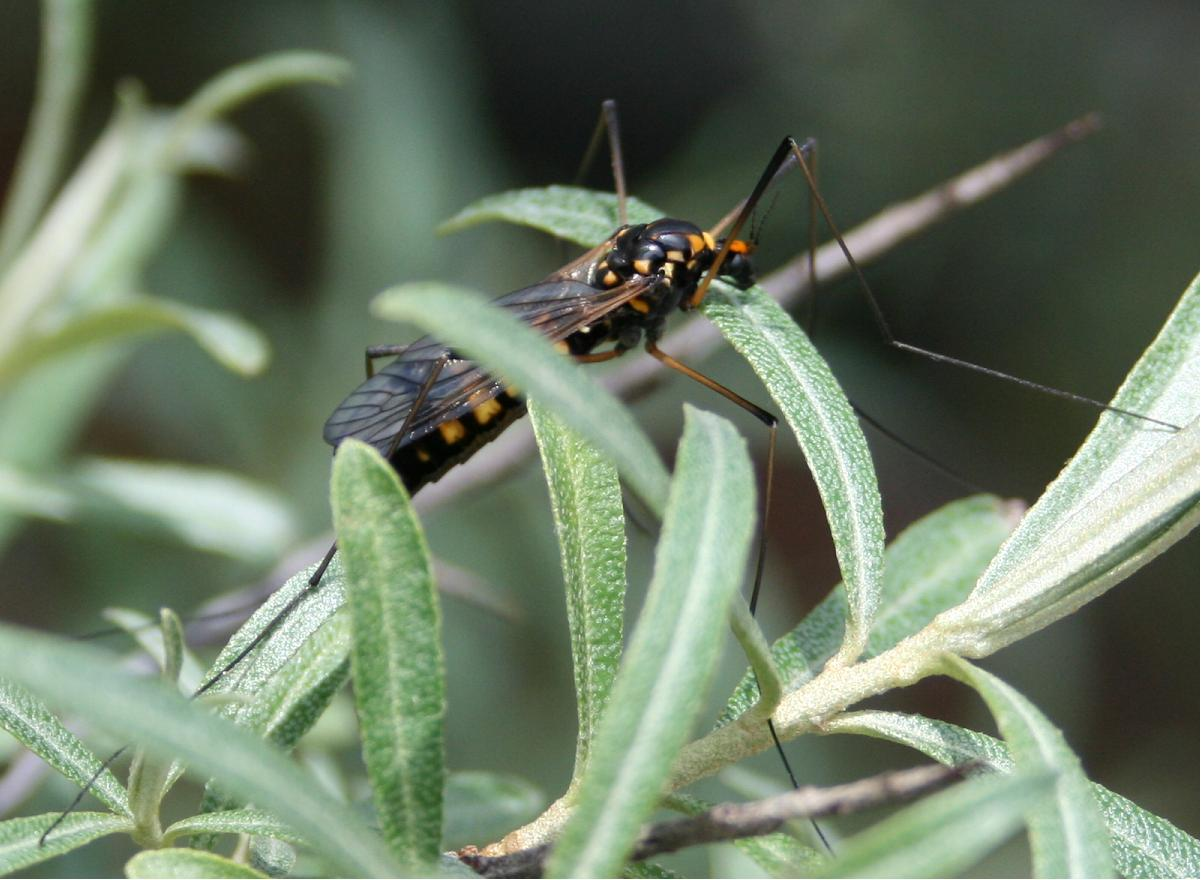
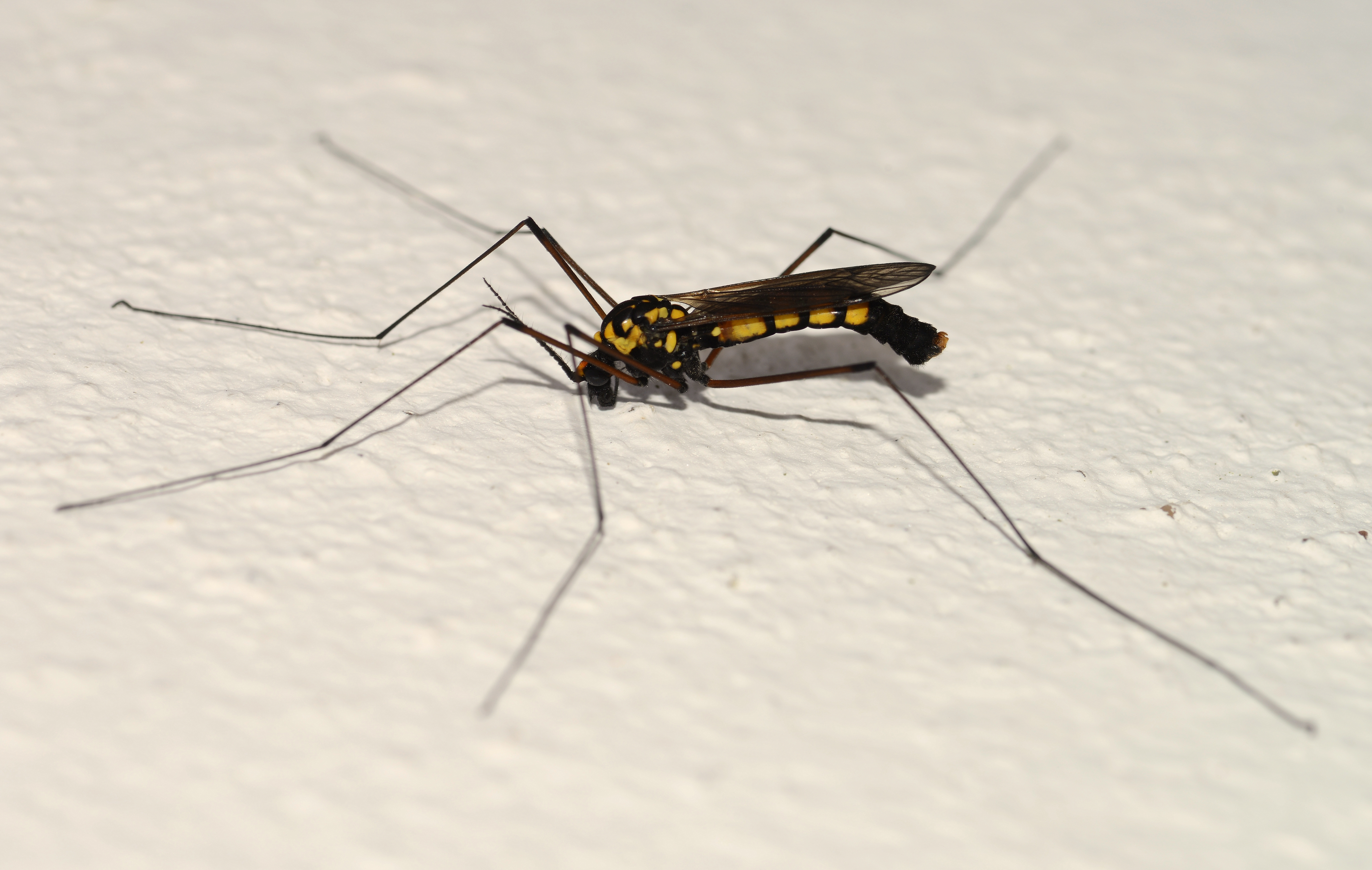
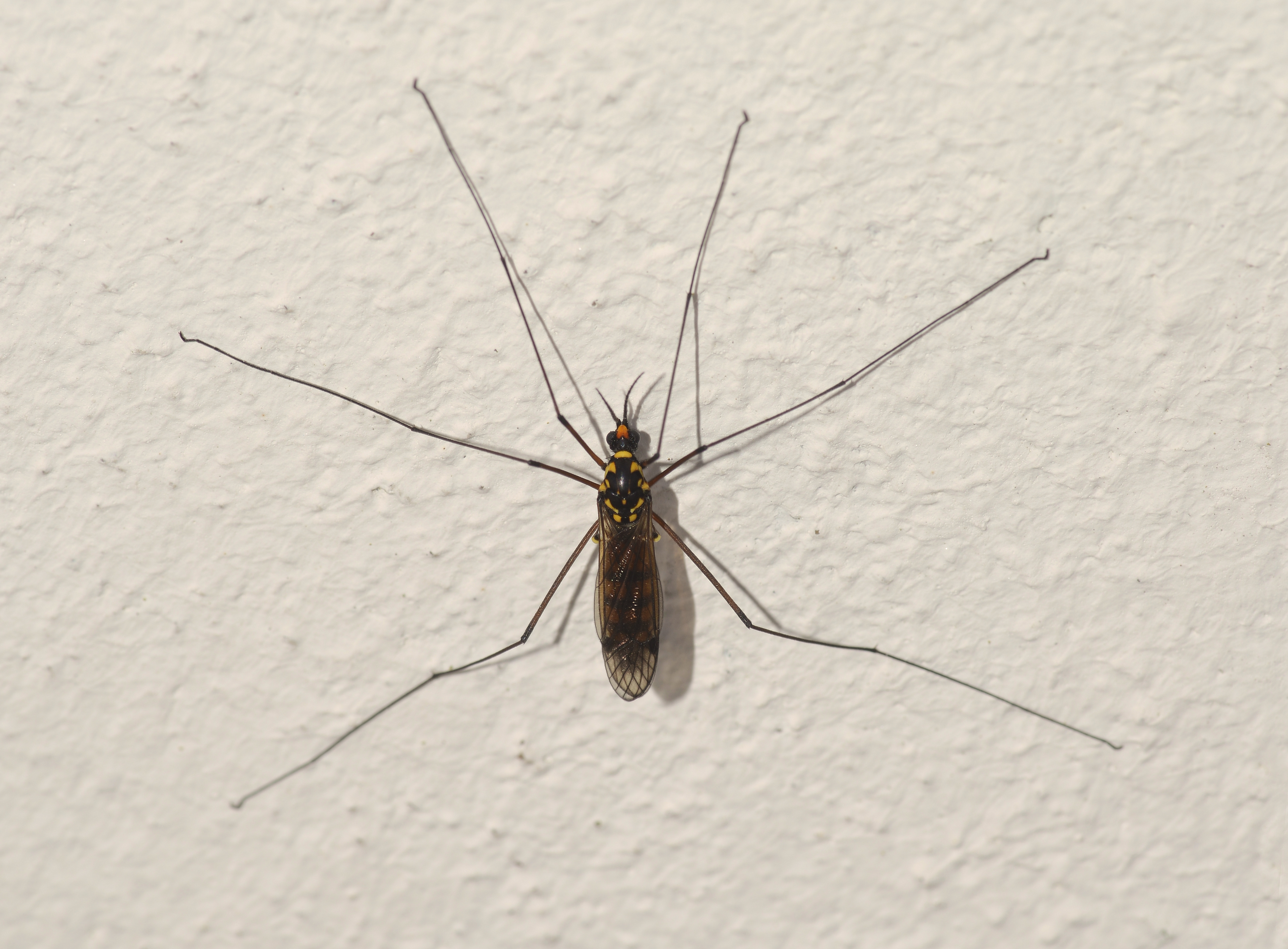
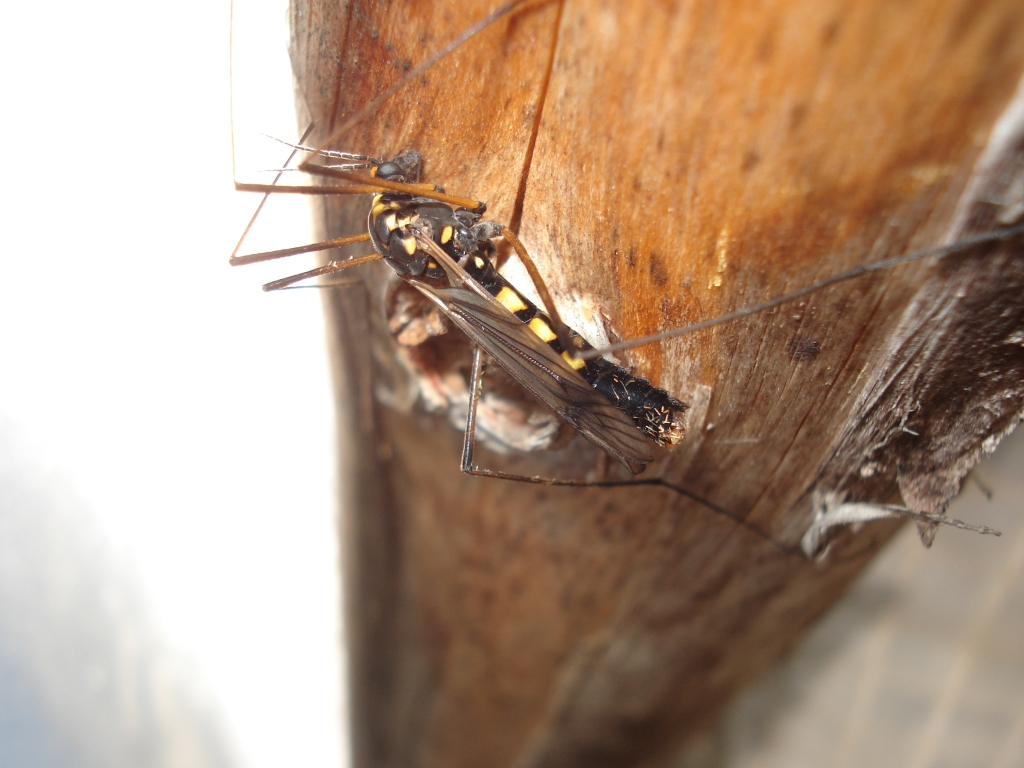
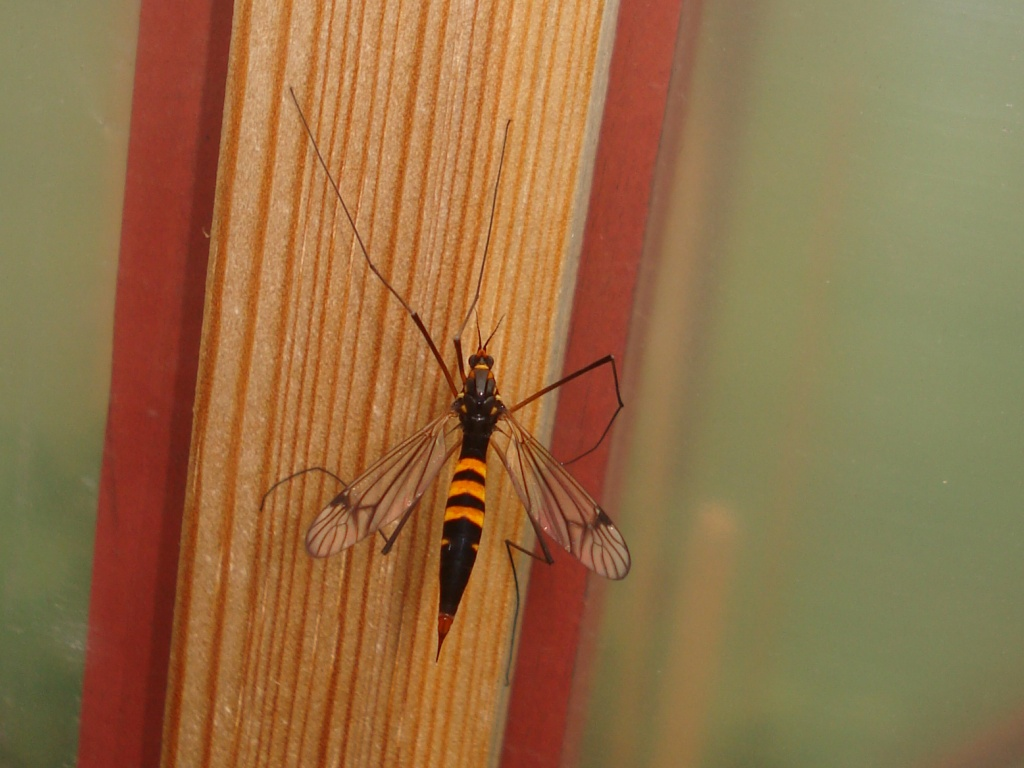
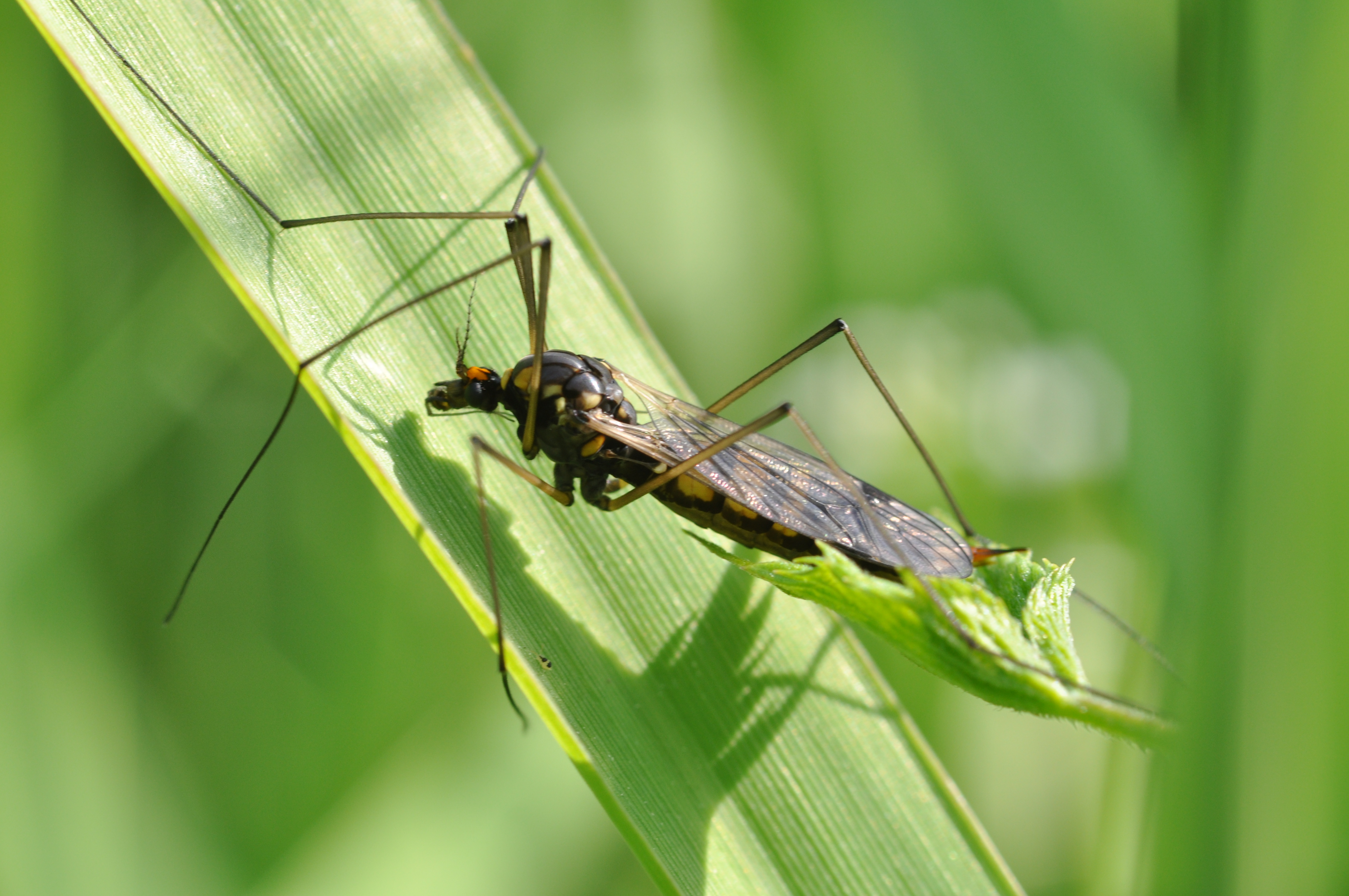